# The Traveling Saleswoman
The Traveling Saleswoman è un film del 1950 diretto da Charles Reisner.
È un western statunitense ambientato nel 1889 con Joan Davis, Andy Devine e Adele Jergens.

## Produzione
Il film, diretto da Charles Reisner su una sceneggiatura di Howard Dimsdale, fu prodotto da Joan Davis e Tony Owen per la Columbia tramite la Joan Davis Productions. Fu girato nell'Iverson Ranch a Chatsworth, Los Angeles, California, dal 5 agosto al 20 agosto 1949.

## Distribuzione
Il film fu distribuito negli Stati Uniti dal 15 febbraio 1950 (première il 5 gennaio) al cinema dalla Columbia Pictures.

## Promozione
Le tagline sono:
- JOAN'S GOT THE OLD WILD WEST IN A LATHER!
- Now we know what made the Wild West wild!